# Pollastre fregit coreà

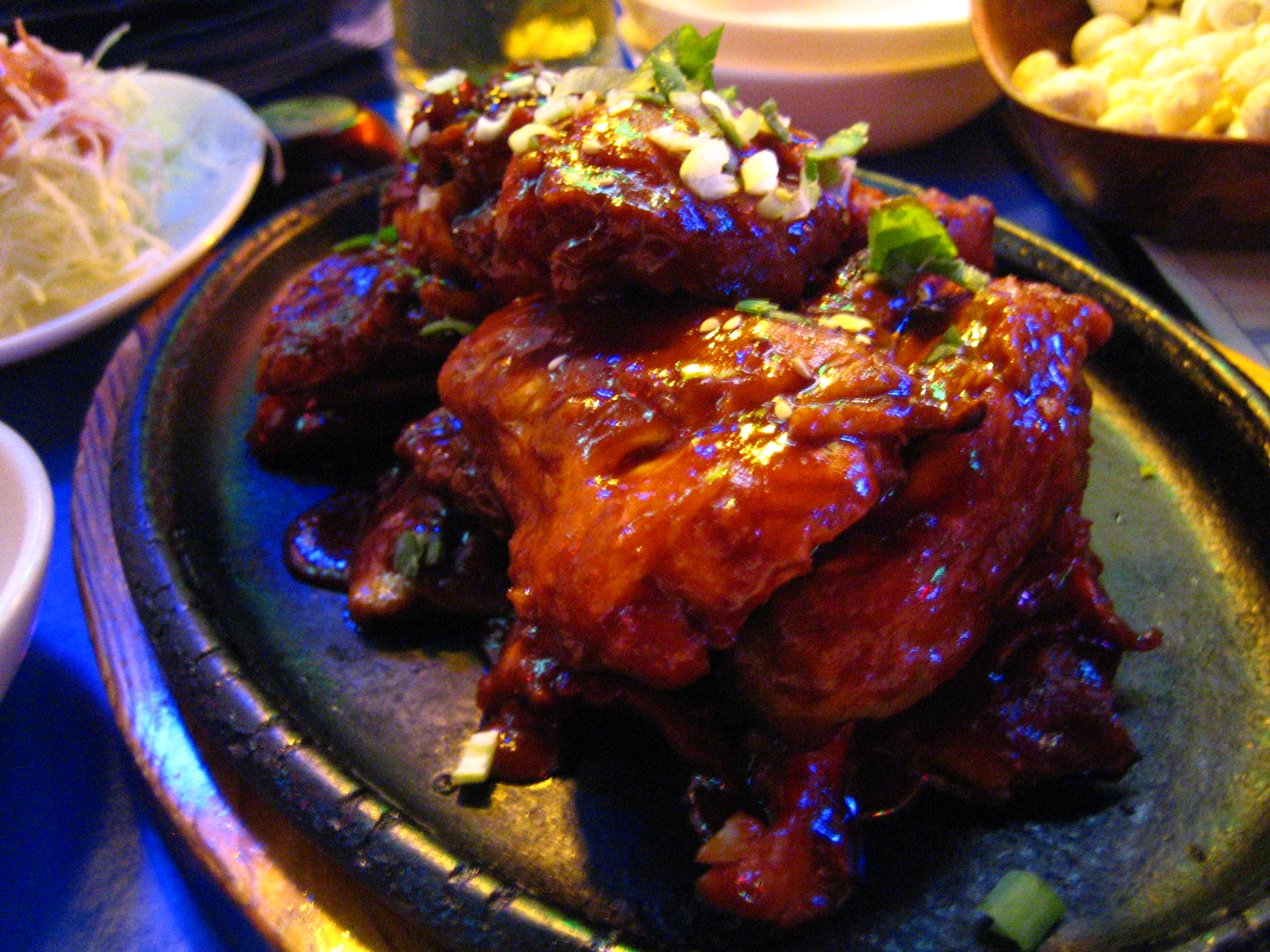
Pollastre fregit yangnyeom a l'estil coreà.

El pollastre fregit coreà és una variant de pollastre fregit preparada segons les preferències gastronòmiques coreanes. Es tracta d'una recepta en apogeu, que tradicionalment es pren en bars com a menjar ràpid o bé com a refrigeri, essent poc freqüent el seu consum com a àpat.
El pollastre fregit coreà es prepara retirant el greix de la pell, de manera que s'obté una escorça descrita per Julia Moskin del New York Times com a «fina, cruixent i gairebé transparent». Els pollastres solen condimentar-se després de fregir-se. A Corea del Sud els pollastres són relativament petits, per la qual cosa es fregeixen sencers als restaurants i després es trossegen. En altres països, els pollastres solen ser més grans, i les dimensions de pit i cuixes no permeten fregir-los sencers de manera satisfactòria. Per això molts restaurants fora de Corea el serveixen per parts (aletes i cuixes petites). Sol acompanyar-se amb raves adobats, cervesa (chimaek) i soju.